# Saison 2024-2025 des Nuggets de Denver
La saison 2024-2025 des Nuggets de Denver est la 49e saison de la franchise en National Basketball Association (NBA).
Le 18 mai, ils sont éliminés par le Thunder d'Oklahoma City en demi-finale de conférence des playoffs (3-4) après avoir battu les Clippers de Los Angeles au premier tour (4-3). 

## Draft
| Tour | Choix | Joueur             | Poste | Nationalité | Provenance               |
| ---- | ----- | ------------------ | ----- | ----------- | ------------------------ |
| 1    | 28    | Ryan Dunn          | SF    | États-Unis  | Cavaliers de la Virginie |
| 2    | 56    | Kevin McCullar Jr. | SG    | États-Unis  | Jayhawks du Kansas       |

## Matchs

### Summer League
| Summer League Total: 2-3 |

| Match | Date match | Équipe              | Score   | Meilleur marqueur     | Meilleur rebondeur   | Meilleur passeur         | Lieux Spectateurs      | Série |
| ----- | ---------- | ------------------- | ------- | --------------------- | -------------------- | ------------------------ | ---------------------- | ----- |
| 1     | 12 juillet | L.A. Clippers       | D 78-88 | Julian Strawther (25) | DaRon Holmes II (7)  | Jalen Pickett (4)        | Cox Pavilion 0         | 0 - 1 |
| 2     | 14 juillet | Toronto             | D 81-84 | Julian Strawther (32) | Hall, Tyson (6)      | Alexander, Strawther (5) | Cox Pavilion 0         | 0 - 2 |
| 3     | 16 juillet | Charlotte           | D 66-80 | Hunter Tyson (20)     | Alexander, Toney (8) | Pickett, Young (3)       | Cox Pavilion 0         | 0 - 3 |
| 4     | 17 juillet | Indiana             | V 86-71 | Hunter Tyson (23)     | PJ Hall (13)         | PJ Hall (3)              | Thomas & Mack Center 0 | 1 - 3 |
| 5     | 20 juillet | La Nouvelle-Orléans | V 91-82 | Jahmir Young (21)     | Hunter Tyson (8)     | Jahmir Young (5)         | Thomas & Mack Center 0 | 2 - 3 |

### Pré-saison
| Pré-saison Total: 1-4 (Domicile : 0-3; Extérieur : 1-1) |

| Match | Date match | Équipe        | Score     | Meilleur marqueur       | Meilleur rebondeur     | Meilleur passeur      | Lieux Spectateurs    | Série |
| ----- | ---------- | ------------- | --------- | ----------------------- | ---------------------- | --------------------- | -------------------- | ----- |
| 1     | 4 octobre  | Boston        | D 103-107 | Nikola Jokić (14)       | Nikola Jokić (8)       | Russell Westbrook (8) | Etihad Arena 12 002  | 0 - 1 |
| 2     | 6 octobre  | @ Boston      | D 104-130 | Nikola Jokić (20)       | Hunter Tyson (10)      | Trey Alexander (5)    | Etihad Arena 11 527  | 0 - 2 |
| 3     | 13 octobre | Phoenix       | D 114-118 | Jokić, Strawther (21)   | Nikola Jokić (14)      | Nikola Jokić (9)      | Ball Arena 17 310    | 0 - 3 |
| 4     | 15 octobre | Oklahoma City | D 94-124  | Michael Porter Jr. (15) | DeAndre Jordan (9)     | Aaron Gordon (5)      | Ball Arena 17 022    | 0 - 4 |
| 5     | 17 octobre | @ Minnesota   | V 132-126 | Julian Strawther (33)   | Michael Porter Jr. (8) | Nikola Jokić (7)      | Target Center 13 166 | 1 - 4 |

### Saison régulière
| Saison régulière Total: 50-32 (Domicile : 26-15; Extérieur : 24-17) |

| Match | Date match | Équipe        | Score          | Meilleur marqueur | Meilleur rebondeur    | Meilleur passeur  | Lieux Spectateurs       | Série |
| ----- | ---------- | ------------- | -------------- | ----------------- | --------------------- | ----------------- | ----------------------- | ----- |
| 1     | 24 octobre | Oklahoma City | D 87-102       | Braun, Jokić (16) | Nikola Jokić (12)     | Nikola Jokić (13) | Ball Arena 19 786       | 0 - 1 |
| 2     | 26 octobre | L.A. Clippers | D 104-109      | Nikola Jokić (41) | Jokić, Porter Jr. (9) | Jamal Murray (5)  | Ball Arena 19 691       | 0 - 2 |
| 3     | 28 octobre | @ Toronto     | V 127-125 (OT) | Nikola Jokić (40) | Aaron Gordon (11)     | Aaron Gordon (8)  | Scotiabank Arena 19 082 | 1 - 2 |
| 4     | 29 octobre | @ Brooklyn    | V 144-139 (OT) | Nikola Jokić (29) | Nikola Jokić (18)     | Nikola Jokić (16) | Barclays Center 17 926  | 2 - 2 |

| Match                                  | Date match   | Équipe                 | Score     | Meilleur marqueur       | Meilleur rebondeur      | Meilleur passeur       | Lieux Spectateurs           | Série  |
| -------------------------------------- | ------------ | ---------------------- | --------- | ----------------------- | ----------------------- | ---------------------- | --------------------------- | ------ |
| 5                                      | 1er novembre | @ Minnesota            | D 116-119 | Aaron Gordon (31)       | Aaron Gordon (11)       | Nikola Jokić (13)      | Target Center 18 978        | 2 - 3  |
| 6                                      | 2 novembre   | Utah                   | V 129-103 | Nikola Jokić (27)       | Nikola Jokić (16)       | Nikola Jokić (9)       | Ball Arena 19 702           | 3 - 3  |
| 7                                      | 4 novembre   | Toronto                | V 121-119 | Nikola Jokić (28)       | Nikola Jokić (14)       | Nikola Jokić (13)      | Ball Arena 19 525           | 4 - 3  |
| 8                                      | 6 novembre   | Oklahoma City          | V 124-122 | Russell Westbrook (29)  | Nikola Jokić (20)       | Nikola Jokić (16)      | Ball Arena 19 522           | 5 - 3  |
| 9                                      | 8 novembre   | Miami                  | V 135-122 | Nikola Jokić (30)       | Nikola Jokić (11)       | Nikola Jokić (14)      | Ball Arena 19 621           | 6 - 3  |
| 10                                     | 10 novembre  | Dallas                 | V 122-120 | Nikola Jokić (37)       | Nikola Jokić (18)       | Nikola Jokić (15)      | Ball Arena 19 908           | 7 - 3  |
| 11                                     | 15 novembre  | @ La Nouvelle-Orléans* | D 94-101  | Michael Porter Jr. (24) | Dario Šarić (6)         | Jamal Murray (8)       | Smoothie King Center 16 137 | 7 - 4  |
| 12                                     | 17 novembre  | @ Memphis              | D 90-105  | Julian Strawther (19)   | Dario Šarić (10)        | Jamal Murray (7)       | FedExForum 16 351           | 7 - 5  |
| 13                                     | 19 novembre  | @ Memphis*             | V 122-110 | Jamal Murray (27)       | Michael Porter Jr. (11) | Russell Westbrook (14) | FedExForum 15 377           | 8 - 5  |
| 14                                     | 22 novembre  | Dallas*                | D 120-123 | Nikola Jokić (33)       | Nikola Jokić (17)       | Jamal Murray (11)      | Ball Arena 19 923           | 8 - 6  |
| 15                                     | 23 novembre  | @ L.A. Lakers          | V 127-102 | Nikola Jokić (34)       | Nikola Jokić (13)       | Russell Westbrook (11) | Crypto.com Arena 18 997     | 9 - 6  |
| 16                                     | 25 novembre  | New York               | D 118-145 | Russell Westbrook (27)  | Michael Porter Jr. (10) | Jokić, Murray (7)      | Ball Arena 19 842           | 9 - 7  |
| 17                                     | 27 novembre  | @ Utah                 | V 122-103 | Nikola Jokić (30)       | Nikola Jokić (10)       | Jamal Murray (8)       | Delta Center 18 175         | 10 - 7 |
| *Matchs comptant pour la NBA Cup 2024. |              |                        |           |                         |                         |                        |                             |        |

| Match                                 | Date match   | Équipe                | Score          | Meilleur marqueur  | Meilleur rebondeur   | Meilleur passeur       | Lieux Spectateurs                 | Série   |
| ------------------------------------- | ------------ | --------------------- | -------------- | ------------------ | -------------------- | ---------------------- | --------------------------------- | ------- |
| 18                                    | 1er décembre | @ L.A. Clippers       | D 122-126      | Nikola Jokić (28)  | Nikola Jokić (14)    | Nikola Jokić (11)      | Intuit Dome 16 182                | 10 - 8  |
| 19                                    | 3 décembre   | Golden State*         | V 119-115      | Nikola Jokić (38)  | Nikola Jokić (10)    | Jamal Murray (7)       | Ball Arena 19 912                 | 11 - 8  |
| 20                                    | 5 décembre   | @ Cleveland           | D 114-126      | Nikola Jokić (27)  | Nikola Jokić (20)    | Nikola Jokić (11)      | Rocket Mortgage FieldHouse 19 432 | 11 - 9  |
| 21                                    | 7 décembre   | @ Washington          | D 113-122      | Nikola Jokić (56)  | Nikola Jokić (16)    | Russell Westbrook (12) | Capital One Arena 16 182          | 11 - 10 |
| 22                                    | 8 décembre   | @ Atlanta             | V 141-111      | Nikola Jokić (48)  | Nikola Jokić (14)    | Russell Westbrook (11) | State Farm Arena 16 137           | 12 - 10 |
| 23                                    | 13 décembre  | L.A. Clippers         | V 120-98       | Jamal Murray (20)  | DeAndre Jordan (9)   | Russell Westbrook (5)  | Ball Arena 19 779                 | 13 - 10 |
| 24                                    | 16 décembre  | @ Sacramento          | V 130-129      | Jamal Murray (28)  | Nikola Jokić (14)    | Nikola Jokić (13)      | Golden 1 Center 16 936            | 14 - 10 |
| 25                                    | 19 décembre  | @ Portland            | D 124-126      | Nikola Jokić (34)  | DeAndre Jordan (7)   | Jamal Murray (10)      | Moda Center 16 753                | 14 - 11 |
| 26                                    | 22 décembre  | @ La Nouvelle-Orléans | V 132-129 (OT) | Jokić, Murray (27) | Nikola Jokić (13)    | Nikola Jokić (10)      | Smoothie King Center 17 474       | 15 - 11 |
| 27                                    | 23 décembre  | Phoenix               | V 117-90       | Nikola Jokić (32)  | Christian Braun (7)  | Jalen Pickett (8)      | Ball Arena 19 910                 | 16 - 11 |
| 28                                    | 25 décembre  | @ Phoenix             | D 100-110      | Nikola Jokić (25)  | Nikola Jokić (15)    | Jamal Murray (6)       | Footprint Center 17 071           | 16 - 12 |
| 29                                    | 27 décembre  | Cleveland             | D 135-149      | Jokić, Murray (27) | Nikola Jokić (14)    | Nikola Jokić (13)      | Ball Arena 19 952                 | 16 - 13 |
| 30                                    | 28 décembre  | Détroit               | V 134-121      | Nikola Jokić (37)  | Jokić, Westbrook (9) | Jokić, Westbrook (8)   | Ball Arena 19 876                 | 17 - 13 |
| 31                                    | 30 décembre  | @ Utah                | V 132-121      | Nikola Jokić (36)  | Nikola Jokić (22)    | Nikola Jokić (11)      | Delta Center 18 175               | 18 - 13 |
| *Match comptant pour la NBA Cup 2024. |              |                       |                |                    |                      |                        |                                   |         |

| Match | Date match  | Équipe         | Score          | Meilleur marqueur      | Meilleur rebondeur         | Meilleur passeur      | Lieux Spectateurs               | Série   |
| ----- | ----------- | -------------- | -------------- | ---------------------- | -------------------------- | --------------------- | ------------------------------- | ------- |
| 32    | 1er janvier | Atlanta        | V 139-120      | Nikola Jokić (23)      | Nikola Jokić (17)          | Nikola Jokić (15)     | Ball Arena 19 902               | 19 - 13 |
| 33    | 3 janvier   | San Antonio    | D 110-113      | Nikola Jokić (41)      | Nikola Jokić (18)          | Nikola Jokić (9)      | Ball Arena 19 922               | 19 - 14 |
| 34    | 4 janvier   | @ San Antonio  | V 122-111 (OT) | Nikola Jokić (46)      | Porter Jr., Westbrook (10) | Nikola Jokić (10)     | Frost Bank Center 19 038        | 20 - 14 |
| 35    | 7 janvier   | Boston         | D 106-118      | Russell Westbrook (26) | Michael Porter Jr. (10)    | Russell Westbrook (6) | Ball Arena 19 904               | 20 - 15 |
| 36    | 8 janvier   | L.A. Clippers  | V 126-103      | Jamal Murray (21)      | DeAndre Jordan (9)         | Jamal Murray (9)      | Ball Arena 19 711               | 21 - 15 |
| 37    | 10 janvier  | Brooklyn       | V 124-105      | Nikola Jokić (35)      | Nikola Jokić (12)          | Nikola Jokić (15)     | Capital One Arena 19 959        | 22 - 15 |
| 38    | 12 janvier  | @ Dallas       | V 112-101      | Russell Westbrook (21) | Nikola Jokić (18)          | Nikola Jokić (9)      | American Airlines Center 20 031 | 23 - 15 |
| 39    | 14 janvier  | @ Dallas       | V 118-99       | Jamal Murray (45)      | Nikola Jokić (14)          | Nikola Jokić (10)     | American Airlines Center 19 798 | 24 - 15 |
| 40    | 15 janvier  | Houston        | D 108-128      | Braun, Murray (22)     | DeAndre Jordan (8)         | Trois joueurs (5)     | Ball Arena 19 837               | 24 - 16 |
| 41    | 17 janvier  | @ Miami        | V 133-113      | Jamal Murray (30)      | Nikola Jokić (12)          | Nikola Jokić (10)     | Kaseya Center 19 828            | 25 - 16 |
| 42    | 19 janvier  | @ Orlando      | V 113-100      | Braun, Jokić (20)      | Nikola Jokić (14)          | Nikola Jokić (10)     | Kia Center 18 846               | 26 - 16 |
| 43    | 21 janvier  | Philadelphie   | V 144-109      | Nikola Jokić (27)      | Nikola Jokić (13)          | Nikola Jokić (10)     | Ball Arena 19 521               | 27 - 16 |
| 44    | 23 janvier  | Sacramento     | V 132-123      | Nikola Jokić (35)      | Nikola Jokić (22)          | Nikola Jokić (17)     | Ball Arena 19 676               | 28 - 16 |
| 45    | 25 janvier  | @ Minnesota    | D 104-133      | Jamal Murray (25)      | Jordan, Westbrook (6)      | Nikola Jokić (11)     | Target Center 18 978            | 28 - 17 |
| 46    | 27 janvier  | @ Chicago      | D 121-129      | Nikola Jokić (33)      | Nikola Jokić (12)          | Nikola Jokić (14)     | United Center 19 661            | 28 - 18 |
| 47    | 29 janvier  | @ New York     | D 112-122      | Jamal Murray (33)      | Russell Westbrook (14)     | Jokić, Murray (6)     | Madison Square Garden 19 812    | 28 - 19 |
| 48    | 31 janvier  | @ Philadelphie | V 137-134      | Jamal Murray (31)      | Nikola Jokić (9)           | Nikola Jokić (13)     | Wells Fargo Center 19 764       | 29 - 19 |

| Match                  | Date match  | Équipe              | Score     | Meilleur marqueur       | Meilleur rebondeur      | Meilleur passeur  | Lieux Spectateurs            | Série   |
| ---------------------- | ----------- | ------------------- | --------- | ----------------------- | ----------------------- | ----------------- | ---------------------------- | ------- |
| 49                     | 1er février | @ Charlotte         | V 107-104 | Nikola Jokić (28)       | Nikola Jokić (13)       | Nikola Jokić (17) | Spectrum Center 19 106       | 30 - 19 |
| 50                     | 3 février   | La Nouvelle-Orléans | V 125-113 | Michael Porter Jr. (36) | Nikola Jokić (14)       | Nikola Jokić (10) | Ball Arena 19 587            | 31 - 19 |
| 51                     | 5 février   | La Nouvelle-Orléans | V 144-119 | Michael Porter Jr. (39) | Michael Porter Jr. (12) | Aaron Gordon (12) | Ball Arena 19 526            | 32 - 19 |
| 52                     | 6 février   | Orlando             | V 112-90  | Michael Porter Jr. (30) | Nikola Jokić (10)       | Nikola Jokić (12) | Ball Arena 19 616            | 33 - 19 |
| 53                     | 8 février   | @ Phoenix           | V 122-105 | Jamal Murray (30)       | Jokić, Jordan (11)      | Nikola Jokić (9)  | Footprint Center 17 071      | 34 - 19 |
| 54                     | 10 février  | Portland            | V 146-117 | Nikola Jokić (40)       | Nikola Jokić (7)        | Jalen Pickett (9) | Ball Arena 19 535            | 35 - 19 |
| 55                     | 12 février  | Portland            | V 132-121 | Jamal Murray (55)       | Nikola Jokić (15)       | Nikola Jokić (10) | Ball Arena 19 901            | 36 - 19 |
| NBA All-Star Game 2025 |             |                     |           |                         |                         |                   |                              |         |
| 56                     | 20 février  | Charlotte           | V 129-115 | Jamal Murray (34)       | Nikola Jokić (17)       | Nikola Jokić (9)  | Ball Arena 19 870            | 37 - 19 |
| 57                     | 22 février  | L.A. Lakers         | D 100-123 | Aaron Gordon (24)       | Nikola Jokić (13)       | Nikola Jokić (10) | Ball Arena 19 998            | 37 - 20 |
| 58                     | 24 février  | @ Indiana           | V 125-116 | Aaron Gordon (25)       | Michael Porter Jr. (11) | Nikola Jokić (19) | Gainbridge Fieldhouse 16 549 | 38 - 20 |
| 59                     | 27 février  | @ Milwaukee         | D 112-121 | Nikola Jokić (32)       | Nikola Jokić (14)       | Nikola Jokić (10) | Fiserv Forum 17 566          | 38 - 21 |
| 60                     | 28 février  | @ Détroit           | V 134-119 | Jamal Murray (31)       | Nikola Jokić (17)       | Nikola Jokić (15) | Little Caesars Arena 20 062  | 39 - 21 |

| Match | Date match | Équipe          | Score          | Meilleur marqueur      | Meilleur rebondeur      | Meilleur passeur       | Lieux Spectateurs       | Série   |
| ----- | ---------- | --------------- | -------------- | ---------------------- | ----------------------- | ---------------------- | ----------------------- | ------- |
| 61    | 2 mars     | @ Boston        | D 103-110      | Jamal Murray (26)      | Nikola Jokić (14)       | Nikola Jokić (9)       | TD Garden 19 156        | 39 - 22 |
| 62    | 5 mars     | Sacramento      | V 116-110      | Russell Westbrook (25) | Nikola Jokić (15)       | Jamal Murray (8)       | Ball Arena 19 618       | 40 - 22 |
| 63    | 7 mars     | Phoenix         | V 149-141 (OT) | Nikola Jokić (31)      | Nikola Jokić (21)       | Nikola Jokić (22)      | Ball Arena 19 808       | 41 - 22 |
| 64    | 9 mars     | @ Oklahoma City | D 103-127      | Jokić, Porter Jr. (24) | Michael Porter Jr. (15) | Nikola Jokić (9)       | Paycom Center 18 203    | 41 - 23 |
| 65    | 10 mars    | @ Oklahoma City | V 140-127      | Nikola Jokić (35)      | Nikola Jokić (18)       | Nikola Jokić (8)       | Paycom Center 18 203    | 42 - 23 |
| 66    | 12 mars    | Minnesota       | D 95-115       | Nikola Jokić (34)      | Michael Porter Jr. (9)  | Jamal Murray (8)       | Ball Arena 19 832       | 42 - 24 |
| 67    | 14 mars    | L.A. Lakers     | V 131-126      | Nikola Jokić (28)      | Gordon, Jokić (7)       | Russell Westbrook (7)  | Ball Arena 19 946       | 43 - 24 |
| 68    | 15 mars    | Washington      | D 123-126      | Nikola Jokić (40)      | Nikola Jokić (13)       | Russell Westbrook (11) | Ball Arena 19 833       | 43 - 25 |
| 69    | 17 mars    | @ Golden State  | V 114-105      | Nikola Jokić (38)      | Russell Westbrook (2)   | Russell Westbrook (16) | Chase Center 18 064     | 44 - 25 |
| 70    | 19 mars    | @ L.A. Lakers   | D 108-120      | Aaron Gordon (26)      | Aaron Gordon (11)       | Russell Westbrook (9)  | Crypto.com Arena 18 997 | 44 - 26 |
| 71    | 21 mars    | @ Portland      | D 109-128      | Aaron Gordon (23)      | Trois joueurs (5)       | Jalen Pickett (5)      | Moda Center 17 410      | 44 - 27 |
| 72    | 23 mars    | @ Houston       | V 116-111      | Jamal Murray (39)      | DeAndre Jordan (15)     | Aaron Gordon (8)       | Toyota Center 18 055    | 45 - 27 |
| 73    | 24 mars    | Chicago         | D 119-129      | Jamal Murray (28)      | DeAndre Jordan (17)     | Russell Westbrook (10) | Ball Arena 19 816       | 45 - 28 |
| 74    | 26 mars    | Milwaukee       | V 127-117      | Nikola Jokić (39)      | Trois joueurs (10)      | Nikola Jokić (10)      | Ball Arena 19 641       | 46 - 28 |
| 75    | 28 mars    | Utah            | V 129-93       | Nikola Jokić (27)      | Nikola Jokić (14)       | Russell Westbrook (7)  | Ball Arena 19 905       | 47 - 28 |

| Match | Date match | Équipe         | Score           | Meilleur marqueur       | Meilleur rebondeur   | Meilleur passeur   | Lieux Spectateurs      | Série   |
| ----- | ---------- | -------------- | --------------- | ----------------------- | -------------------- | ------------------ | ---------------------- | ------- |
| 76    | 1er avril  | Minnesota      | D 139-140 (2OT) | Nikola Jokić (61)       | Christian Braun (12) | Nikola Jokić (10)  | Ball Arena 19 927      | 47 - 29 |
| 77    | 2 avril    | San Antonio    | D 106-113       | Russell Westbrook (30)  | DeAndre Jordan (17)  | Jalen Pickett (10) | Ball Arena 19 524      | 47 - 30 |
| 78    | 4 avril    | @ Golden State | D 104-118       | Nikola Jokić (33)       | Nikola Jokić (12)    | Nikola Jokić (9)   | Chase Center 18 064    | 47 - 31 |
| 79    | 6 avril    | Indiana        | D 120-125       | Nikola Jokić (41)       | Nikola Jokić (15)    | Nikola Jokić (13)  | Ball Arena 19 932      | 47 - 32 |
| 80    | 9 avril    | @ Sacramento   | V 124-116       | Christian Braun (25)    | Nikola Jokić (12)    | Nikola Jokić (11)  | Golden 1 Center 16 161 | 48 - 32 |
| 81    | 11 avril   | Memphis        | V 117-109       | Aaron Gordon (33)       | Nikola Jokić (16)    | Nikola Jokić (13)  | Ball Arena 20 015      | 49 - 32 |
| 82    | 13 avril   | @ Houston      | V 126-111       | Michael Porter Jr. (19) | Cinq joueurs (7)     | Nikola Jokić (7)   | Toyota Center 18 055   | 50 - 32 |

### Playoffs
| Playoffs Total: 7-7 (Domicile : 5-2; Extérieur : 2-5) |

| Match | Date match | Équipe          | Score          | Meilleur marqueur  | Meilleur rebondeur      | Meilleur passeur  | Lieux Spectateurs  | Série |
| ----- | ---------- | --------------- | -------------- | ------------------ | ----------------------- | ----------------- | ------------------ | ----- |
| 1     | 19 avril   | L.A. Clippers   | V 112-110 (OT) | Nikola Jokić (29)  | Jokić, Murray (9)       | Nikola Jokić (12) | Ball Arena 19 973  | 1 - 0 |
| 2     | 21 avril   | L.A. Clippers   | D 102-105      | Nikola Jokić (26)  | Michael Porter Jr. (15) | Nikola Jokić (10) | Ball Arena 19 989  | 1 - 1 |
| 3     | 24 avril   | @ L.A. Clippers | D 83-117       | Jokić, Murray (23) | Nikola Jokić (13)       | Nikola Jokić (13) | Intuit Dome 17 927 | 1 - 2 |
| 4     | 26 avril   | @ L.A. Clippers | V 101-99       | Nikola Jokić (36)  | Nikola Jokić (21)       | Nikola Jokić (8)  | Intuit Dome 17 927 | 2 - 2 |
| 5     | 29 avril   | L.A. Clippers   | V 131-115      | Jamal Murray (43)  | Christian Braun (12)    | Nikola Jokić (12) | Ball Arena 20 005  | 3 - 2 |
| 6     | 1er mai    | @ L.A. Clippers | D 105-111      | Nikola Jokić (25)  | Russell Westbrook (10)  | Jokić, Murray (8) | Intuit Dome 17 927 | 3 - 3 |
| 7     | 3 mai      | L.A. Clippers   | V 120-101      | Aaron Gordon (22)  | Nikola Jokić (10)       | Nikola Jokić (8)  | Ball Arena 19 995  | 4 - 3 |

| Match | Date match | Équipe          | Score          | Meilleur marqueur      | Meilleur rebondeur    | Meilleur passeur      | Lieux Spectateurs    | Série |
| ----- | ---------- | --------------- | -------------- | ---------------------- | --------------------- | --------------------- | -------------------- | ----- |
| 1     | 5 mai      | @ Oklahoma City | V 121-119      | Nikola Jokić (42)      | Nikola Jokić (22)     | Jokić, Murray (22)    | Paycom Center 18 203 | 1 - 0 |
| 2     | 7 mai      | @ Oklahoma City | D 106-149      | Russell Westbrook (19) | Russell Westbrook (8) | Russell Westbrook (6) | Paycom Center 18 203 | 1 - 1 |
| 3     | 9 mai      | Oklahoma City   | V 113-104 (OT) | Jamal Murray (27)      | Nikola Jokić (16)     | Jamal Murray (8)      | Ball Arena 19 993    | 2 - 1 |
| 4     | 11 mai     | Oklahoma City   | D 87-92        | Nikola Jokić (27)      | Aaron Gordon (16)     | Aaron Gordon (6)      | Ball Arena 19 995    | 2 - 2 |
| 5     | 13 mai     | @ Oklahoma City | D 105-112      | Nikola Jokić (44)      | Nikola Jokić (15)     | Nikola Jokić (5)      | Paycom Center 18 203 | 2 - 3 |
| 6     | 15 mai     | Oklahoma City   | V 119-107      | Nikola Jokić (29)      | Nikola Jokić (14)     | Nikola Jokić (8)      | Ball Arena 19 998    | 3 - 3 |
| 7     | 18 mai     | @ Oklahoma City | D 93-125       | Nikola Jokić (20)      | Aaron Gordon (11)     | Nikola Jokić (7)      | Paycom Center 18 203 | 3 - 4 |

### Confrontations en saison régulière
| Conférence Est      | Conférence Est                              | Conférence Est                              | Conférence Ouest                            | Conférence Ouest                            | Conférence Ouest                            | Conférence Ouest                            | Conférence Ouest                            | Conférence Ouest                            |
| Division Atlantique | Division Atlantique                         | Division Atlantique                         | Division Nord-Ouest                         | Division Nord-Ouest                         | Division Nord-Ouest                         | Division Nord-Ouest                         | Division Nord-Ouest                         | Division Nord-Ouest                         |
| Équipe              | Domicile                                    | Extérieur                                   | Équipe                                      | Domicile                                    | Domicile                                    | Domicile                                    | Extérieur                                   | Extérieur                                   |
| ------------------- | ------------------------------------------- | ------------------------------------------- | ------------------------------------------- | ------------------------------------------- | ------------------------------------------- | ------------------------------------------- | ------------------------------------------- | ------------------------------------------- |
| Boston              | 106-118                                     | 103-110                                     |                                             |                                             |                                             |                                             |                                             |                                             |
| Brooklyn            | 124-105                                     | 144-139 (OT)                                | Minnesota                                   | 95-115                                      | 139-140 (2OT)                               |                                             | 116-119                                     | 104-133                                     |
| New York            | 118-145                                     | 112-122                                     | Oklahoma City                               | 87-102                                      | 124-122                                     |                                             | 103-127                                     | 140-127                                     |
| Philadelphie        | 144-109                                     | 137-134                                     | Portland                                    | 146-117                                     | 132-121                                     |                                             | 124-126                                     | 109-128                                     |
| Toronto             | 121-119                                     | 127-125 (OT)                                | Utah                                        | 129-103                                     | 129-93                                      |                                             | 122-103                                     | 132-121                                     |
| Division            | 6-4 (Domicile : 3-2; Extérieur : 3-2)       | 6-4 (Domicile : 3-2; Extérieur : 3-2)       | Division                                    | 8-8 (Domicile : 5-3; Extérieur : 3-5)       | 8-8 (Domicile : 5-3; Extérieur : 3-5)       | 8-8 (Domicile : 5-3; Extérieur : 3-5)       | 8-8 (Domicile : 5-3; Extérieur : 3-5)       | 8-8 (Domicile : 5-3; Extérieur : 3-5)       |
| Division Centrale   | Division Centrale                           | Division Centrale                           | Division Pacifique                          | Division Pacifique                          | Division Pacifique                          | Division Pacifique                          | Division Pacifique                          | Division Pacifique                          |
| Équipe              | Domicile                                    | Extérieur                                   | Équipe                                      | Domicile                                    | Domicile                                    | Domicile                                    | Extérieur                                   | Extérieur                                   |
| Chicago             | 119-129                                     | 121-129                                     | Golden State                                | 119-115                                     |                                             |                                             | 114-105                                     | 104-118                                     |
| Cleveland           | 135-149                                     | 114-126                                     | L.A. Clippers                               | 104-109                                     | 120-98                                      | 126-103                                     | 122-126                                     |                                             |
| Detroit             | 134-121                                     | 134-119                                     | L.A. Lakers                                 | 100-123                                     | 131-126                                     |                                             | 127-102                                     | 108-120                                     |
| Indiana             | 120-125                                     | 125-116                                     | Phoenix                                     | 117-90                                      | 149-141 (OT)                                |                                             | 100-110                                     | 122-105                                     |
| Milwaukee           | 127-117                                     | 112-121                                     | Sacramento                                  | 132-123                                     | 116-110                                     |                                             | 130-129                                     | 124-116                                     |
| Division            | 4-6 (Domicile : 2-3; Extérieur : 2-3)       | 4-6 (Domicile : 2-3; Extérieur : 2-3)       | Division                                    | 13-6 (Domicile : 8-2; Extérieur : 5-4)      | 13-6 (Domicile : 8-2; Extérieur : 5-4)      | 13-6 (Domicile : 8-2; Extérieur : 5-4)      | 13-6 (Domicile : 8-2; Extérieur : 5-4)      | 13-6 (Domicile : 8-2; Extérieur : 5-4)      |
| Division Sud-Est    | Division Sud-Est                            | Division Sud-Est                            | Division Sud-Ouest                          | Division Sud-Ouest                          | Division Sud-Ouest                          | Division Sud-Ouest                          | Division Sud-Ouest                          | Division Sud-Ouest                          |
| Équipe              | Domicile                                    | Extérieur                                   | Équipe                                      | Domicile                                    | Domicile                                    | Domicile                                    | Extérieur                                   | Extérieur                                   |
| Atlanta             | 139-120                                     | 141-111                                     | Dallas                                      | 122-120                                     | 120-123                                     |                                             | 112-101                                     | 118-99                                      |
| Charlotte           | 129-115                                     | 107-104                                     | Houston                                     | 108-128                                     |                                             |                                             | 116-111                                     | 126-111                                     |
| Miami               | 135-122                                     | 133-113                                     | Memphis                                     | 117-109                                     |                                             |                                             | 90-105                                      | 122-110                                     |
| Orlando             | 112-90                                      | 113-100                                     | New Orleans                                 | 125-113                                     | 144-119                                     |                                             | 94-101                                      | 132-129 (OT)                                |
| Washington          | 123-126                                     | 113-122                                     | San Antonio                                 | 110-113                                     | 106-113                                     |                                             | 122-111 (OT)                                |                                             |
| Division            | 8-2 (Domicile : 4-1; Extérieur : 4-1)       | 8-2 (Domicile : 4-1; Extérieur : 4-1)       | Division                                    | 11-6 (Domicile : 4-4; Extérieur : 7-2)      | 11-6 (Domicile : 4-4; Extérieur : 7-2)      | 11-6 (Domicile : 4-4; Extérieur : 7-2)      | 11-6 (Domicile : 4-4; Extérieur : 7-2)      | 11-6 (Domicile : 4-4; Extérieur : 7-2)      |
| Conférence          | 18-12 (Domicile : 9-6; Extérieur : 9-6)     | 18-12 (Domicile : 9-6; Extérieur : 9-6)     | Conférence                                  | 32-20 (Domicile : 17-9; Extérieur : 15-11)  | 32-20 (Domicile : 17-9; Extérieur : 15-11)  | 32-20 (Domicile : 17-9; Extérieur : 15-11)  | 32-20 (Domicile : 17-9; Extérieur : 15-11)  | 32-20 (Domicile : 17-9; Extérieur : 15-11)  |
| Total               | 50-32 (Domicile : 26-15; Extérieur : 24-17) | 50-32 (Domicile : 26-15; Extérieur : 24-17) | 50-32 (Domicile : 26-15; Extérieur : 24-17) | 50-32 (Domicile : 26-15; Extérieur : 24-17) | 50-32 (Domicile : 26-15; Extérieur : 24-17) | 50-32 (Domicile : 26-15; Extérieur : 24-17) | 50-32 (Domicile : 26-15; Extérieur : 24-17) | 50-32 (Domicile : 26-15; Extérieur : 24-17) |

## Classements

### Saison régulière
| Conférence Ouest | Conférence Ouest                    | Conférence Ouest | Conférence Ouest | Conférence Ouest | Conférence Ouest | Conférence Ouest | Conférence Ouest |
| No               | Franchise                           | Vic.             | Def.             | MJ               | V/D              | GB               |                  |
| ---------------- | ----------------------------------- | ---------------- | ---------------- | ---------------- | ---------------- | ---------------- | ---------------- |
| 1                | Thunder d'Oklahoma City - c         | 68               | 14               | 82               | .829             | –                |                  |
| 2                | Rockets de Houston - y              | 52               | 30               | 82               | .634             | 16               |                  |
| 3                | Lakers de Los Angeles - y           | 50               | 32               | 82               | .610             | 18               |                  |
| 4                | Nuggets de Denver - x               | 50               | 32               | 82               | .610             | 18               |                  |
| 5                | Clippers de Los Angeles - x         | 50               | 32               | 82               | .610             | 18               |                  |
| 6                | Timberwolves du Minnesota - x       | 49               | 33               | 82               | .598             | 19               |                  |
|                  |                                     |                  |                  |                  |                  |                  |                  |
| 7                | Warriors de Golden State - x        | 48               | 34               | 82               | .585             | 20               |                  |
| 8                | Grizzlies de Memphis - x            | 48               | 34               | 82               | .585             | 20               |                  |
| 9                | Kings de Sacramento - pi            | 40               | 42               | 82               | .488             | 28               |                  |
| 10               | Mavericks de Dallas - pi            | 39               | 43               | 82               | .476             | 29               |                  |
|                  |                                     |                  |                  |                  |                  |                  |                  |
| 11               | Suns de Phoenix - o                 | 36               | 46               | 82               | .439             | 32               |                  |
| 12               | Trail Blazers de Portland - o       | 36               | 46               | 82               | .439             | 32               |                  |
| 13               | Spurs de San Antonio - o            | 34               | 48               | 82               | .415             | 34               |                  |
| 14               | Pelicans de La Nouvelle-Orléans - o | 21               | 61               | 82               | .256             | 47               |                  |
| 15               | Jazz de l'Utah - o                  | 17               | 65               | 82               | .207             | 51               |                  |

| Division Nord-Ouest           | V  | D  | MJ | V/D  | GB | Dom   | Ext   | Neu | Div  |
| ----------------------------- | -- | -- | -- | ---- | -- | ----- | ----- | --- | ---- |
| Thunder d'Oklahoma City - c   | 68 | 14 | 82 | .829 | –  | 35-6  | 32-8  | 1-0 | 12-4 |
| Nuggets de Denver - x         | 50 | 32 | 82 | .610 | 18 | 26-15 | 24-17 | 0-0 | 8-8  |
| Timberwolves du Minnesota - x | 49 | 33 | 82 | .598 | 19 | 25-16 | 24-17 | 0-0 | 11-5 |
| Trail Blazers de Portland - o | 36 | 46 | 82 | .439 | 32 | 22-19 | 14-27 | 0-0 | 6-10 |
| Jazz de l'Utah - o            | 17 | 65 | 82 | .207 | 51 | 10-31 | 7-34  | 0-0 | 3-13 |

### NBA In-Season Tournament
| Rang | Équipe                          | %    | J | G | P | Pp  | Pc  | Diff |
| ---- | ------------------------------- | ---- | - | - | - | --- | --- | ---- |
| 1    | Warriors de Golden State        | .750 | 4 | 3 | 1 | 470 | 462 | 8    |
| 2    | Mavericks de Dallas             | .750 | 4 | 3 | 1 | 493 | 447 | 46   |
| 3    | Nuggets de Denver               | .500 | 4 | 2 | 2 | 455 | 449 | 6    |
| 4    | Grizzlies de Memphis            | .250 | 4 | 1 | 3 | 464 | 475 | -11  |
| 5    | Pelicans de La Nouvelle-Orléans | .250 | 4 | 1 | 3 | 409 | 458 | -49  |

|  | Quarts de finale                     | Quarts de finale                 | Quarts de finale                 | Quarts de finale                 |                         |                         | Demi-finales                     | Demi-finales                     | Demi-finales                     | Demi-finales                     |  |  | Finale                           | Finale                           | Finale                           | Finale                           |
|  |                                      |                                  |                                  |                                  |                         |                         |                                  |                                  |                                  |                                  |  |  |                                  |                                  |                                  |                                  |
|  | 10 décembre 2024 – Milwaukee, WI     | 10 décembre 2024 – Milwaukee, WI | 10 décembre 2024 – Milwaukee, WI | 10 décembre 2024 – Milwaukee, WI |                         |                         | 14 décembre 2024 – Las Vegas, NV | 14 décembre 2024 – Las Vegas, NV | 14 décembre 2024 – Las Vegas, NV | 14 décembre 2024 – Las Vegas, NV |  |  | 17 décembre 2024 – Las Vegas, NV | 17 décembre 2024 – Las Vegas, NV | 17 décembre 2024 – Las Vegas, NV | 17 décembre 2024 – Las Vegas, NV |
|  | 10 décembre 2024 – Milwaukee, WI     | 10 décembre 2024 – Milwaukee, WI | 10 décembre 2024 – Milwaukee, WI | 10 décembre 2024 – Milwaukee, WI |                         |                         | 14 décembre 2024 – Las Vegas, NV | 14 décembre 2024 – Las Vegas, NV | 14 décembre 2024 – Las Vegas, NV | 14 décembre 2024 – Las Vegas, NV |  |  | 17 décembre 2024 – Las Vegas, NV | 17 décembre 2024 – Las Vegas, NV | 17 décembre 2024 – Las Vegas, NV | 17 décembre 2024 – Las Vegas, NV |
|  | Bucks de Milwaukee                   | Bucks de Milwaukee               | 114                              | 114                              |                         |                         | 14 décembre 2024 – Las Vegas, NV | 14 décembre 2024 – Las Vegas, NV | 14 décembre 2024 – Las Vegas, NV | 14 décembre 2024 – Las Vegas, NV |  |  | 17 décembre 2024 – Las Vegas, NV | 17 décembre 2024 – Las Vegas, NV | 17 décembre 2024 – Las Vegas, NV | 17 décembre 2024 – Las Vegas, NV |
|  | Bucks de Milwaukee                   | Bucks de Milwaukee               | 114                              | 114                              |                         |                         | 14 décembre 2024 – Las Vegas, NV | 14 décembre 2024 – Las Vegas, NV | 14 décembre 2024 – Las Vegas, NV | 14 décembre 2024 – Las Vegas, NV |  |  | 17 décembre 2024 – Las Vegas, NV | 17 décembre 2024 – Las Vegas, NV | 17 décembre 2024 – Las Vegas, NV | 17 décembre 2024 – Las Vegas, NV |
|  | Magic d'Orlando                      | Magic d'Orlando                  | 109                              | 109                              |                         |                         | 14 décembre 2024 – Las Vegas, NV | 14 décembre 2024 – Las Vegas, NV | 14 décembre 2024 – Las Vegas, NV | 14 décembre 2024 – Las Vegas, NV |  |  | 17 décembre 2024 – Las Vegas, NV | 17 décembre 2024 – Las Vegas, NV | 17 décembre 2024 – Las Vegas, NV | 17 décembre 2024 – Las Vegas, NV |
|  | Magic d'Orlando                      | Magic d'Orlando                  | 109                              | 109                              | Bucks de Milwaukee      | Bucks de Milwaukee      | 110                              | 110                              |                                  |                                  |  |  | 17 décembre 2024 – Las Vegas, NV | 17 décembre 2024 – Las Vegas, NV | 17 décembre 2024 – Las Vegas, NV | 17 décembre 2024 – Las Vegas, NV |
|  | 11 décembre 2024 – New York, NY      |                                  |                                  |                                  | Bucks de Milwaukee      | Bucks de Milwaukee      | 110                              | 110                              |                                  |                                  |  |  | 17 décembre 2024 – Las Vegas, NV | 17 décembre 2024 – Las Vegas, NV | 17 décembre 2024 – Las Vegas, NV | 17 décembre 2024 – Las Vegas, NV |
|  |                                      |                                  | Hawks d'Atlanta                  | Hawks d'Atlanta                  | 102                     | 102                     |                                  |                                  |                                  |                                  |  |  | 17 décembre 2024 – Las Vegas, NV | 17 décembre 2024 – Las Vegas, NV | 17 décembre 2024 – Las Vegas, NV | 17 décembre 2024 – Las Vegas, NV |
|  | Knicks de New York                   | Knicks de New York               | Hawks d'Atlanta                  | Hawks d'Atlanta                  | 102                     | 102                     | 100                              | 100                              |                                  |                                  |  |  | 17 décembre 2024 – Las Vegas, NV | 17 décembre 2024 – Las Vegas, NV | 17 décembre 2024 – Las Vegas, NV | 17 décembre 2024 – Las Vegas, NV |
|  | Knicks de New York                   | Knicks de New York               | 14 décembre 2024 – Las Vegas, NV |                                  |                         |                         | 100                              | 100                              |                                  |                                  |  |  | 17 décembre 2024 – Las Vegas, NV | 17 décembre 2024 – Las Vegas, NV | 17 décembre 2024 – Las Vegas, NV | 17 décembre 2024 – Las Vegas, NV |
|  | Hawks d'Atlanta                      | Hawks d'Atlanta                  | 108                              | 108                              |                         |                         |                                  |                                  |                                  |                                  |  |  | 17 décembre 2024 – Las Vegas, NV | 17 décembre 2024 – Las Vegas, NV | 17 décembre 2024 – Las Vegas, NV | 17 décembre 2024 – Las Vegas, NV |
|  | Hawks d'Atlanta                      | Hawks d'Atlanta                  | 108                              | 108                              | Bucks de Milwaukee      | Bucks de Milwaukee      | 97                               | 97                               |                                  |                                  |  |  |                                  |                                  |                                  |                                  |
|  | 10 décembre 2024 – Oklahoma City, OK |                                  |                                  |                                  | Bucks de Milwaukee      | Bucks de Milwaukee      | 97                               | 97                               |                                  |                                  |  |  |                                  |                                  |                                  |                                  |
|  |                                      |                                  | Thunder d'Oklahoma City          | Thunder d'Oklahoma City          | 81                      | 81                      |                                  |                                  |                                  |                                  |  |  |                                  |                                  |                                  |                                  |
|  | Thunder d'Oklahoma City              | Thunder d'Oklahoma City          | Thunder d'Oklahoma City          | Thunder d'Oklahoma City          | 81                      | 81                      | 118                              | 118                              |                                  |                                  |  |  |                                  |                                  |                                  |                                  |
|  | Thunder d'Oklahoma City              | Thunder d'Oklahoma City          |                                  |                                  |                         |                         |                                  |                                  |                                  |                                  |  |  |                                  |                                  |                                  |                                  |
|  | Mavericks de Dallas                  | Mavericks de Dallas              | 104                              | 104                              |                         |                         |                                  |                                  |                                  |                                  |  |  |                                  |                                  |                                  |                                  |
|  | Mavericks de Dallas                  | Mavericks de Dallas              | 104                              | 104                              | Thunder d'Oklahoma City | Thunder d'Oklahoma City | 111                              | 111                              |                                  |                                  |  |  |                                  |                                  |                                  |                                  |
|  | 11 décembre 2024 – Houston, TX       |                                  |                                  |                                  | Thunder d'Oklahoma City | Thunder d'Oklahoma City | 111                              | 111                              |                                  |                                  |  |  |                                  |                                  |                                  |                                  |
|  |                                      |                                  | Rockets de Houston               | Rockets de Houston               | 96                      | 96                      |                                  |                                  |                                  |                                  |  |  |                                  |                                  |                                  |                                  |
|  | Rockets de Houston                   | Rockets de Houston               | Rockets de Houston               | Rockets de Houston               | 96                      | 96                      | 91                               | 91                               |                                  |                                  |  |  |                                  |                                  |                                  |                                  |
|  | Rockets de Houston                   | Rockets de Houston               |                                  |                                  |                         |                         |                                  | 91                               |                                  |                                  |  |  |                                  |                                  |                                  |                                  |
|  | Warriors de Golden State             | Warriors de Golden State         | 90                               | 90                               |                         |                         |                                  |                                  |                                  |                                  |  |  |                                  |                                  |                                  |                                  |
|  | Warriors de Golden State             | Warriors de Golden State         | 90                               | 90                               |                         |                         |                                  |                                  |                                  |                                  |  |  |                                  |                                  |                                  |                                  |
|  |                                      |                                  |                                  |                                  |                         |                         |                                  |                                  |                                  |                                  |  |  |                                  |                                  |                                  |                                  |